# منتخب كندا لدوري الرغبي
منتخب كندا لدوري الرغبي (بالإنجليزية: Canada national rugby league team)‏ هو ممثل كندا الرسمي في المنافسات الدولية في دوري الرغبي .